# Momentos (álbum de Julio Iglesias)
Momentos es el decimotercer álbum de estudio del cantante español Julio Iglesias. Fue publicado en octubre de 1982 a través de Discos CBS y Columbia Records. Con ventas de más de 12 millones, se estima que es el álbum latino más vendido de todos los tiempos.

## Lista de canciones
| Lado uno |                              |                             |          |  |
| N.º      | Título                       | Escritor(es)                | Duración |  |
| 1.       | «Nathalie»                   | Julio Iglesias Ramón Arcusa | 3:55     |  |
| 2.       | «Momentos»                   | Iglesias Tony Renis Arcusa  | 3:35     |  |
| 3.       | «La paloma (tradicional)»    | Iglesias Arcusa             | 4:55     |  |
| 4.       | «La cosas que tiene la vida» | Danny Daniel                | 3:31     |  |
| 5.       | «Amor»                       | Ricardo López Gabriel Ruiz  | 3:21     |  |

| Lado dos |                                |                                                    |          |  |
| N.º      | Título                         | Escritor(es)                                       | Duración |  |
| 1.       | «Quijote»                      | Iglesias Manuel de la Calva Arcusa Gianni Belfiore | 4:01     |  |
| 2.       | «No me vuelvo a enamorar»      | Iglesias Fernán Martínez Arcusa                    | 3:49     |  |
| 3.       | «Con la misma piedra»          | Massias (Ketepao)                                  | 3:59     |  |
| 4.       | «Esa mujer»                    | Iglesias Rafael Ferro Martínez Arcusa              | 4:04     |  |
| 5.       | «Si el amor llama a tu puerta» | Ray Girado                                         | 3:37     |  |

## Posicionamiento

### Gráfica semanal
| Gráfica (1982–93)                           | Pico de posición |
| ------------------------------------------- | ---------------- |
| Alemania (Offizielle Top 100)               | 16               |
| Argentina (CAPIF)                           | 2                |
| Austria (Ö3 Austria Top 40)                 | 12               |
| Dinamarca (Hitlisten)                       | 5                |
| España (PROMUSICAE)                         | 1                |
| Estados Unidos (Billboard 200)              | 191              |
| Estados Unidos (Billboard Top Latin Albums) | 25               |
| Estados Unidos (Billboard Latin Pop Albums) | 11               |
| Japón (Oricon Albums Chart) (Cassettes)     | 1                |
| Japón (Oricon Albums Chart) (LPs)           | 2                |
| Noruega (VG-lista)                          | 11               |
| Países Bajos (Album Top 100)                | 24               |
| Portugal (AFP)                              | 30               |

## Certificaciones y ventas
| País                       | Certificación | Ventas    |
| -------------------------- | ------------- | --------- |
| Argentina (CAPIF)          | 7× Platino    | 420,000   |
| Austria (IFPI Austria)     | Oro           | 25,000    |
| Brasil (Pro-Música Brasil) | 8× Platino    | 2,000,000 |
| Canadá (Music Canada)      | Oro           | 50,000    |
| Chile (IFPI Chile)         | Oro           | —         |
| Colombia (ASINCOL)         | Platino       | 60,000    |
| Corea del Sur (KMCA)       | Oro           | —         |
| Dinamarca (IFPI Danmark)   | Platino       | 80,000    |
| España (PROMUSICAE)        | 6× Platino    | 600,000   |
| Estados Unidos (RIAA)      | 2× Platino    | 200,000   |
| Japón (RIAJ)               | 3× Platino    | 818,500   |
| México (AMPROFON)          | 2× Platino    | 500,000   |
| Países Bajos (NVPI)        | Oro           | 50,000    |
| Portugal (AFP)             | Oro           | 20,000    |
| Suecia (GLF)               | Oro           | 50,000    |